# 江志成
江志成（英語：Alvin Jiang；1986年1月22日—），江苏省扬州市人，祖籍安徽省旌德县，前中国最高领导人、中共中央总书记江泽民之孙，江绵恒之子，本科毕业于美国哈佛大学经济系，后在哥伦比亚大学取得硕士学历。曾任职于美国华尔街金融机构高盛公司，之后在香港设立博裕资本有限公司，成为首任董事。长期居住在美国纽约。

## 初入职场
幼儿园就读于沪港幼儿园，小学就读于高安路第一小学，从上海市南洋模范中学高中毕业后以艺术特长生的身份进入上海交通大学 ，大三时转入哈佛大学经济学系。江志成从哈佛大学毕业后，曾在高盛公司的直接投资部门PIA（Principal Investment Area）短暂工作。
2010年9月28日博裕资本有限公司在香港注册（联合创始人包括马雪征、张子欣、童小幪），江志成任首任董事。公司之后改名为博裕投资顾问有限公司（投资人包括淡马锡、李嘉诚等）。2013年，江志成参与的博裕投资在香港宣布欲募集15亿美元资金。博裕在成立后的一年半时间内，成功拿下两笔大生意，包括阿里巴巴和信达国际控股的上市。报道分析，博裕投资能和中投、中信以及国开行等中国官方金融机构进行大规模的投资合作，显示其“强大的政商能力”。
2021年，《德国之声》报道江志成参与了对蚂蚁集团的投资。

## 日上免税行
2011年初，江志成的博裕投资购得上海及北京国际机场的日上免税行，引起旁人侧目，认为博裕的生财门路非比寻常，因为连一些国营行业的禁地，博裕也可轻易染指。据路透社报道，免税商店在中国一直为国营所垄断，直到江泽民主政的1999年才把上海浦东国际机场的免税商店对外开放。江泽民的远房亲戚、美籍华人江世乾赢得投标，在浦东机场开设免税商店日上免税行，之后10年间，江世乾的生意蒸蒸日上，成为年收入超过10亿美元、排名仅次于中国免税公司的超级免税连锁店。虽然没有证据能够揭示江泽民利用个人权力和影响帮助博裕赢取任何交易，但外界指出中共几乎全面控制中国经济的各个行业，这为太子党营造了发大财的空间，加上中国在利益冲突方面的法律薄弱，中共控制的媒体又不太可能报导这些权钱交易，太子党聚积财富更是为所欲为。
2017年3月14日，日上免税行（中国）有限公司完成工商信息变更，中国国旅旗下全资子公司中国免税品（集团）有限责任公司持股日上免税行51%，实现控股，日上免稅行的法定代表人和董事長也由江世乾變更為中免集團黨委書記王軒，中免集團總經理陳國強出任日上免稅行董事一職。次年2月，日上免税行（上海）有限公司的51%股权亦被中免集团收购。

## 家庭
- 祖父：江澤民
- 祖母：王冶坪
- 父亲：江绵恒
- 堂妹：江志雲